# Vixen LaMoore
Vixen LaMoore (Lancaster, California, 23 de junio de 1982) es una modelo de glamour estadounidense.

## Biografía
Vixen LaMoore cuenta que durante su niñez siempre tuvo sobrepeso y que en la escuela siempre fue la típica "chica gorda" a la cual molestan todos los de la escuela. Su primer trabajo fue en Taco Bell (una cadena de restaurantes de comida rápida mexicana en EE. UU.) a la edad de 17 años. Una de las primeras influencias de Vixen fue la cantante y actriz Dolly Parton, de que obtuvo por primera vez inspiración para su rol de modelo Big Bust. Finalmente juntó dinero para someterse a la primera de sus 4 cirugías de aumento de senos cuando tenía 18 años, tras lo que empezó su carrera dentro del modelaje erótico. Empezó con un tamaño D natural y se sometió a la primera cirugía con unos injertos de tamaño de 750 cc (centímetros cúbicos). Ya dentro del modelaje erótico su inspiración real llegó a ser la también modelo erótica Chelsea Charms, por lo cual se decidió a someterse a otro aumento de pecho con un conjunto más grande, de 960 cc. Ya con la inspiración de los enormes senos de Chelsea se decidió a entrar otra vez al quirófano para otros implantes más, ahora de 1400 cc, alcanzando uno de sus mayores puntos de fama, dejando por algún tiempo los aumentos de senos y enfocándose en su carrera de modelo erótica, principalmente posando para la revista Score y sitios de contenido adulto dentro de la categoría Big boobs. Después de esto entró una vez más a la sala de operaciones para el siguiente y último aumento que le dio un par de senos de tamaño 2000 cc (34 GGG). Los últimos injertos los mandó hacer ella misma en Francia y son los más ligeros de los 4 injertos que se ha hecho, pesando apenas la mitad que cada uno de los anteriores. Su modelo Big bust favorita de todos los tiempos es la francesa Lolo Ferrari, refiriéndose a la cual dice que ella "nunca llegaría a obtener su forma de reloj de arena y sus senos gigantes y redondos".
Ha posado frecuentemente para revistas para caballeros como la revista Score y tiene su propio sitio web, del cual dice que le gustaría fuera su trabajo a tiempo completo, ya que se considera demasiado tímida para su carrera de estríper. Trabaja con mayor frecuencia en el Tip Top Gentlemen's club en Eureka, al norte de California.